# 达尼埃莱·德罗西
达尼埃莱·德罗西（義大利語：Daniele De Rossi，1983年7月24日—），前意大利足球運動員，司職防守中場也可客串後衛，曾長期效力羅馬，2020年1月宣佈退役。曾經是羅馬足球教練。
迪羅斯於2004年間曾替意大利國家隊奪得2004年歐洲21歲以下青年足球錦標賽冠軍，和2004年奧運會銅牌。2006年世界盃意大利成為冠軍，他也是其中一分子。他曾获选意甲最佳青年球员。脾氣火爆是他的特色。

## 職業生涯
出生於意大利首都羅馬的迪羅斯早在12歲就跟隨羅馬隊操練，少年時已加入羅馬青訓系統，其父乃前羅馬球員（Alberto De Rossi）。2001年10月首次上陣，時是球會於歐冠杯對比利時的安德列治。至2004年5月3日才首度於意甲上陣，對手為里賈納；一星期後迎戰拖連奴時射入效力羅馬首個入球。
由於迪羅斯是眾多青訓球員中最出眾一位，技術全面，攻守俱佳，上陣次數漸多，更被意大利國家隊注意，於2004年首次入選意大利21歲以下國家隊大軍參與歐洲21歲以下青年足球錦標賽，最後意大利在決賽以3-0贏塞爾維亞及黑山第五度奪標。同年9月他再度代表意大利出戰2004年奧運會，可是準決賽以0-3不敵大熱冠軍阿根廷，最終只能在季軍戰擊敗伊拉克，取得奧運銅牌。由於迪羅斯出色表現，使他很快晉身大國腳行列，2004年9月4日主場迎戰挪威他首次上陣，並射入國家隊首個入球，以2-1獲勝。
迪羅斯曾經在一場對墨西拿的意甲賽事中，他用手為羅馬攻入了一球，雖然球證毛罗·贝尔贡齐已經將該球示意為入球，但迪羅斯立即承認其入球是犯手球在先，最後球證改判入球無效，而羅馬在該場賽事以2-1擊敗對手。迪羅斯的行為獲得各方的讚賞，羅馬市長更親自致電稱讚迪羅斯。
2006年迪羅斯獲選入國家隊參加2006年世界盃，在一場對美國的分組賽賽事裡，他以手肘撞擊美國球員麥比迪。迪羅斯除領紅牌一張外，更令後者頭破血流並且縫上三針。賽後國際足協原本打算重判他停賽五場，但鑑於迪羅斯事後公開道歉，加上他在過往紀律良好，最終減刑至停賽4場及罰款約10,000瑞士法郎。
意大利好不容易地晉升決賽階段，令迪羅斯剛可以趕及在決賽上陣，比賽至61分鐘他獲後備入替上陣。最後雙方以十二碼階段決定勝負，迪羅斯成功在意大利的第三輪十二碼攻入一球，協助意大利擊敗法國第四度奪得世界盃冠軍。
世界杯後迪羅斯曾受一些國內外球會招攬，如AC米蘭和曼聯等，但皆遭迪羅斯拒絕。
2012年歐洲國家盃，迪羅斯頭兩輪比賽在3-5-2陣式下作為清道夫出場，其中對西班牙一彼效果理想。其後意大利改變陣式回4-3-1-2，迪羅斯便回到中場。迪羅斯這屆作為必然正選出戰，為球隊奪得亞軍。
曼城在2012年夏季以高達5000萬歐元（4000萬鎊）向羅馬報價迪羅斯，迪羅斯拒絕了曼城的邀請，決定留在羅馬。
2017年11月世界盃預選賽慘遭瑞典淘汰出局，中斷義大利連續60年進軍世界盃的紀錄，賽後德羅西宣布退出國家隊。
2019年5月14日，羅馬官方宣布將於賽季後離隊。及後加盟阿根廷勁旅小保加至2020年1月初退役。

## 执教生涯

### 早年
退役后，德罗西立即表示他打算成为一名教练，他很快就与2020年和2021年之间的几个意甲主教练空缺联系在一起，比如佛罗伦萨、克罗托内和卡利亚里，尽管他当时没有在意大利顶级联赛中担任主教练所需的欧洲足联专业执照。2020年12月，德罗西开始了欧足联A级执照课程。 2021年3月18日，德罗西作为曼奇尼的新助手亮相。 2021年7月11日，意大利在决赛中加时赛1-1战平英格兰后，通过点球大战3-2获胜，赢得2020年欧洲杯。
他之后离开了意大利队，完成了欧足联A级教练课程；之后，他又回到了意大利足协内部，这次是作为U15和U20的技术合作者。2022年1月，他同意回到曼奇尼的手下，为2022年世界杯资格赛提供帮助。
2022年9月，德罗西被意大利足协组织的欧足联专业年度教练课程录取。

### 斯帕尔
2022年10月11日，德罗西被任命为意乙球队斯帕尔的主教练。

### 罗马
2024年1月16日，在摩連奴下课后，德罗西被任命为意甲球队罗马的主教练，执教至赛季结束。他的首场比赛是在主场2-1战胜维罗纳。

2024年9月18日，羅馬宣佈辭退主教練德罗西。

## 个人生活
德罗西出生在罗马。他是前罗马球员和罗马Primavera教练阿尔贝托·德罗西的儿子。他于2006年5月18日与塔玛拉·皮斯诺利结婚。两人于2009年初离婚。2006年12月29日，根据《男士健康》意大利版的调查，他被评为2007年意大利年度最佳运动员。德罗西首次为罗马队出场时身穿27号球衣，他穿了两个赛季。随后他改穿4号球衣，在2006年世界杯期间他也使用了这个号码。2005年6月16日他的女儿出生后，他在2005-06赛季改穿16号球衣，他的偶像之一罗伊·基恩也曾穿过这个球衣。
德罗西被选为2008年欧洲杯的品客代言人，与其他欧洲顶级足球运动员如蒂埃里·亨利、费尔南多·托雷斯、亚历山大·弗雷、菲利普·拉姆和迈克尔·欧文一起。他还与史蒂文·杰拉德、迈克尔·巴拉克和大卫·贝克汉姆一起出现在阿迪达斯的 "大梦想 "广告中。
德罗西出现在EA Sports的FIFA 09意大利版的封面上。封面上的照片取自德罗西在2008年意大利超级杯对阵国际米兰的比赛中进球后的庆祝动作。
德罗西的腿上有一个纹身，是一个模拟的三角 "危险 "标志，反映了他强硬的攻势。
2015年12月26日，德罗西与他的伴侣——出生于英国的意大利女演员和模特萨拉·费尔伯鲍姆在马尔代夫举行了一场私人婚礼；这对夫妇从2011年开始恋爱，并共同拥有一个女儿，奥利维亚·罗斯，出生于2014年2月14日，以及一个儿子，诺亚，出生于2016年9月3日。
2016年3月，他将自己的世界杯冠军奖牌放入皮特罗·隆巴迪的棺材中，他曾在2006年世界杯上担任意大利国家队的装备员。
2021年4月9日，宣布德罗西因COVID-19症状而在罗马住院；到4月13日，他已经出院，到4月26日，他已经康复。

## 榮譽
- 2004年歐洲21歲以下青年足球錦標賽冠軍
- 2004年夏季奧林匹克運動會足球項目銅牌
- 2006年世界盃足球賽冠軍
- 2012年歐洲盃亞軍
- 2013年洲際國家盃季軍
- 意大利盃︰2006/07、2007/08
- 意大利超級盃︰2007年
- 意大利足球先生︰2009年

### 勳章
- 5級／騎士－意大利共和國功勳騎士勳章：2004

- 4級／軍官－意大利共和國功勳軍官勳章：2006

## 外部連結
- Channel 4 profile （页面存档备份，存于）
- FootballDatabase.com provides De Rossi's profile and stats （页面存档备份，存于）
- De Rossi getting sent off for Italy vs United States in 2006 World Cup.